# Flagy, Haute-Saône
Flagy är en kommun i departementet Haute-Saône i regionen Bourgogne-Franche-Comté i östra Frankrike. Kommunen ligger i kantonen Port-sur-Saône som tillhör arrondissementet Vesoul. År 2022 hade Flagy 137 invånare.

## Befolkningsutveckling
Antalet invånare i kommunen Flagy
| Referens: INSEE |